# Інтер'єр

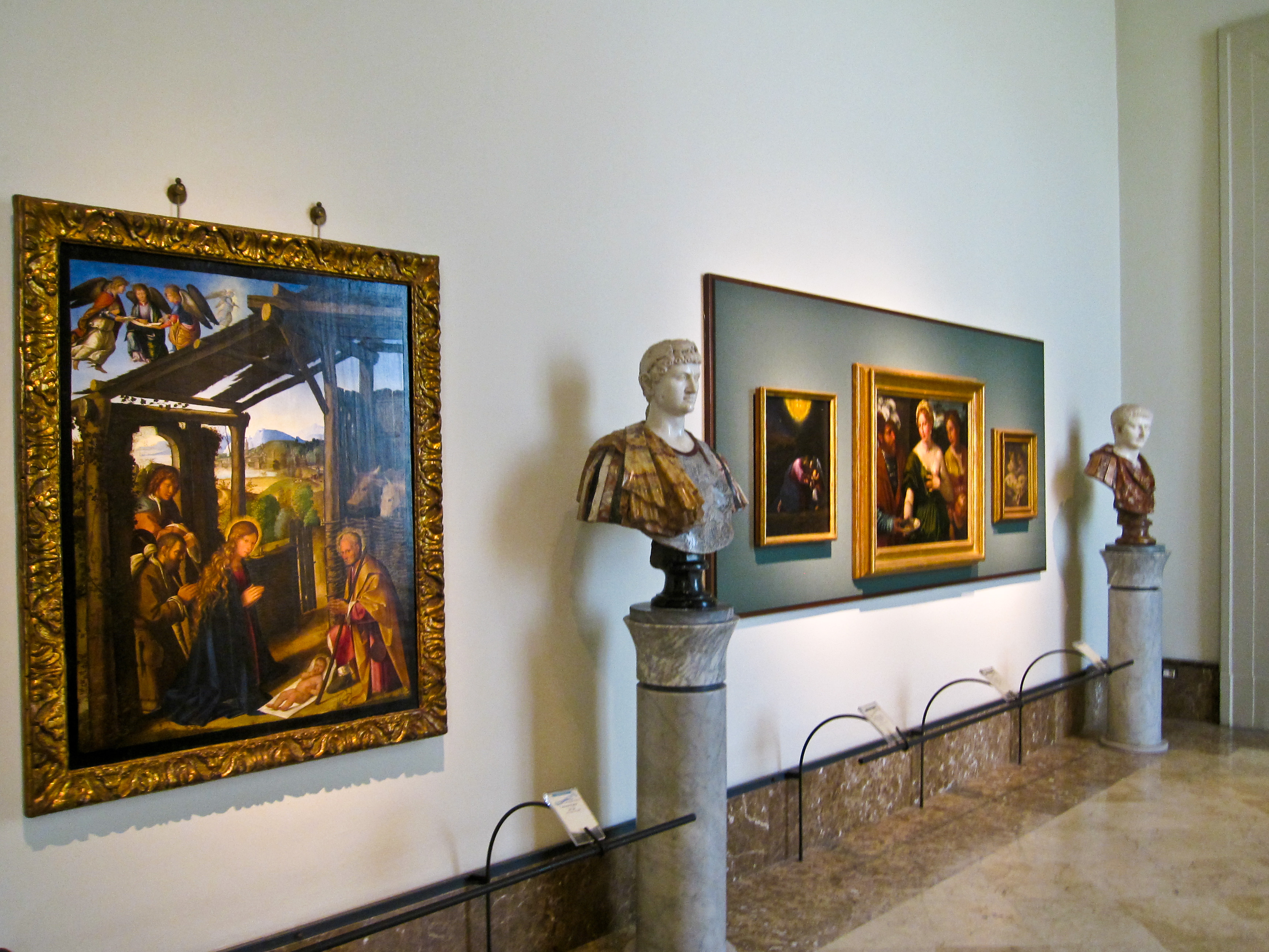
Музей Каподімонте, Неаполь

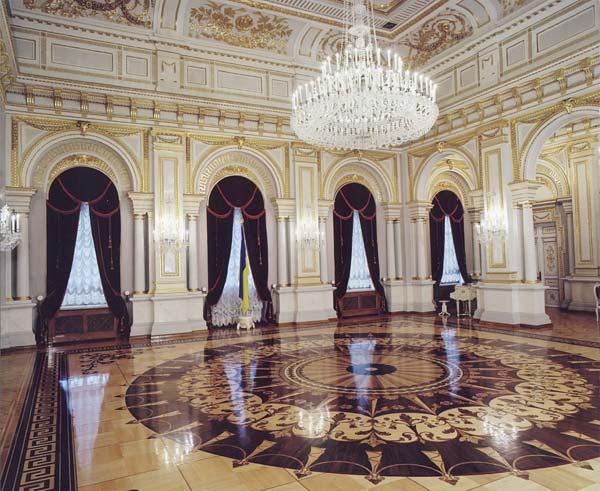
Білий зал Маріїнського палацу

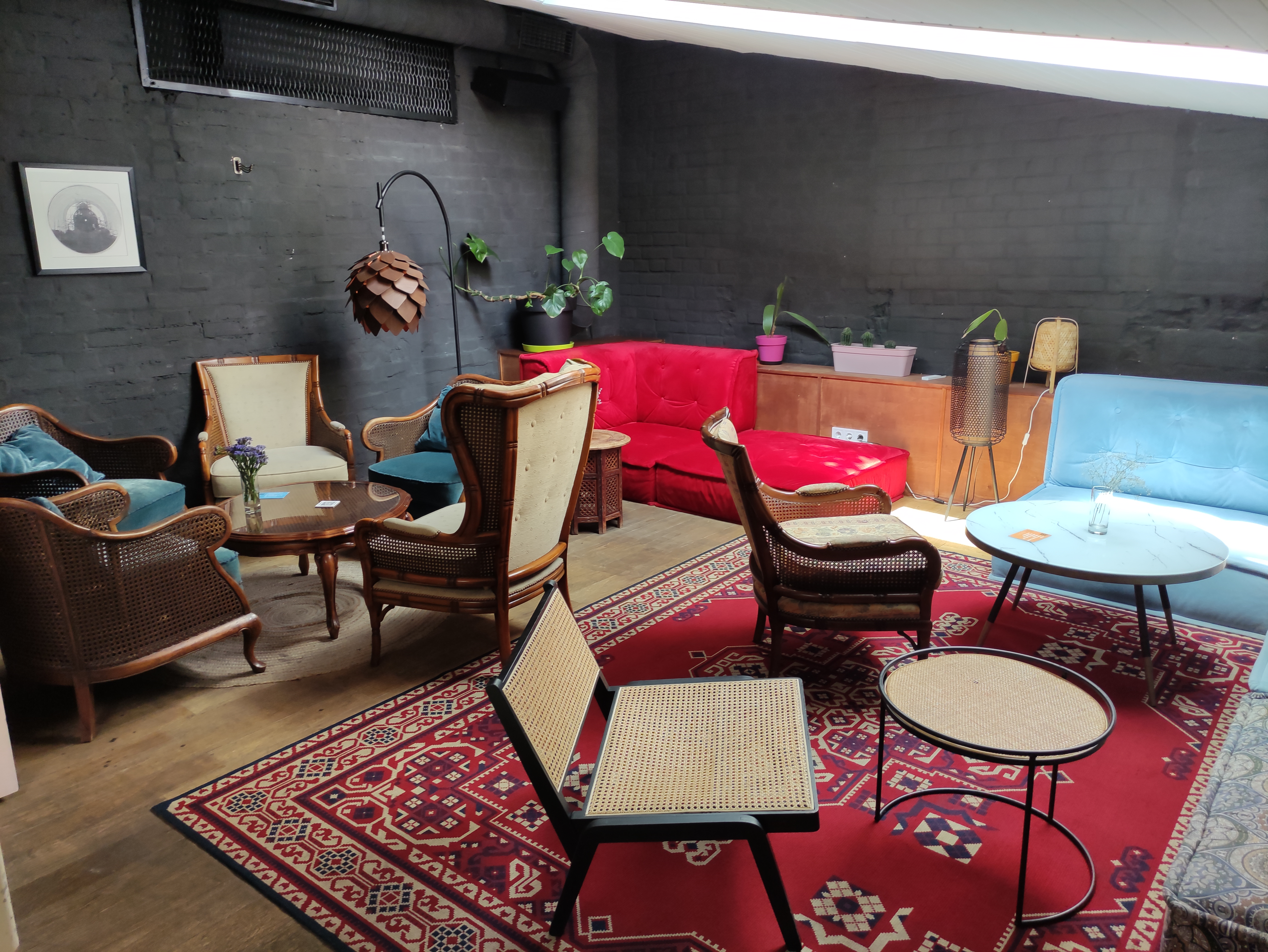
Інтер'єр кав'ярні на Андріївському узвозі в Києві

Інтер'є́р (фр. intérieur — внутрішня частина, середина; від лат. interior — ближчий до середини) — архітектурно й художньо оздоблена внутрішня частина будинку, що забезпечує комфорт людині та визначає функціональне призначення приміщення. Також термін може вживатися щодо оздоблення салонів транспортних засобів: авто, літака, залізничного вагона і т. д. Також картина, малюнок і т. ін., на яких зображено внутрішню частину якого-небудь приміщення.

## Етапи створення інтер'єру
У сучасному розумінні, інтер'єр має відображати тему приміщення (особливо, якщо це ресторан, готель, магазин) або відповідати стилю та смаку власника. Задля того, щоб естетичні уподобання мешканців (клієнтів або працівників) відповідали функціональним можливостям площі, власник будівлі звертається до дизайнера інтер'єрів або дизайн-студії. Дизайнери співпрацюють із архітекторами або самі мають відповідні знання; підрядниками, будівельниками та постачальниками. Спочатку дизайнери знайомляться із структурою приміщення та пропонують дизайн-проєкт у вигляді комп'ютерної проєкції (іншими словами — візуалізації). Дизайн-проєкт майбутнього інтер'єру має відповідати функціональному призначенню приміщення (приватний будинок, дача, готель і т. д.) та побажанням замовника. Разом із ним та усіма залученими спеціалістами дизайнери приймають рішення по габаритах і структурі площі, її облаштуванню, стилю меблювання, освітлення на оздоблення. Коли проєкт узгоджено між власником та дизайн-бюро, наступає наступний етап створення інтер'єру — презентація проєкту дизайн-салону, який має наповнити окреслену ідею конкретними матеріалами: шпалерами, плиткою, сантехнікою, меблями, світлом та електро-фурнітурою. Чим вишуканіший дизайн, тим більша імовірність того, що усі зазначені предмети та матеріали для інтер'єру мають відрізнятися високою якістю та оригінальним дизаном. Найкращими виробниками вважаються європейські мануфактури. Особливе місце у ніші дизайнерського освітлення, текстилю, санфаянсу та меблів займають італійські компанії, які відрізняються поєднанням традицій та інновацій.
Інтер'єр-дизайнери або працівники комплектуючої дизайн-студії можуть спеціалізуватися на таких видах приміщень: інтер'єри приватних будинків, квартир, офісних приміщень, мед-центрів, ресторанів, готелів, бізнес-центрів та усіх можливих суспільних будівель.

## Виникнення і розвиток сфери
Термінологічно «інтер'єр» формувалося разом із удосконаленням побуту та розвитком художніх стилів. З найдавніших часів облаштування приміщення було пов'язане із такими факторами як: ефективність виконання повсякденних справ, безпека та атмосфера для відпочинку. Ще печерні люди намагалися облаштувати оселю зручно для життя та приємно для ока. Але сучасне поняття «інтер'єр» та можливості, які надають останні розробки, надають людині значно більше можливостей.
Отже, перші інтер'єри з'явились із елементів настінного живопису. У Давньому Римі, Єгипті у поселеннях американських індіанців були знайдені прикраси («первинні елементи декору»), які відбивали уявлення людей про життя і щастя, демонстрували мисливські досягнення, та просто викликали приємні асоціації.
Розвиток поняття «інтер'єр» та формування вимог естетики та практичності оселі розподіляють на етапи:
1. Європейське Середньовіччя. Відрізняється аскетизмом облаштування та наявністю випадкових трофеїв у приміщенні. Але у цей період окремі приміщення та кімнати в них вже розрізнялися за призначенням. Працювали заклади для загальних потреб і дозвілля. У помешканнях були розмежовані кімнати для гостей, спальня хазяїв, зала для розваг (і вона ж — їдальня), суміжні приміщення.
2. 17 століття вважається добою, коли був сформований перший величний стиль світського, нецерковного інтер'єру із виразною декоративною естетику — версальський стиль. Це явище викликало захоплення серед еліт європейських країн та Російської Імперії. Пам'ятки версальського стилю відіграли велику роль у розумінні історичної епохи та і досі слугують натхненням нових поколінь мисців у разних напрямках мистецтва.
3. Баухауз — напрямок, який став визначним для розвитку інтер'єру, як професії та сфери в цілому. Завдяки освіті, яку впровадила однойменна школа ужитковогоного мистецтва в Німеччині, були сформовані правила застосування художних елементів, відповідно до практичних можливостей приміщення. Баухауз навчив архітекторів розумінню суті та функціонального призначення предметів та будівлі. Багато сучасних тенденцій є продовженням знахідок і настанов Баухауза.
4. ЗМІ. Мас-медіа і, зокрема, телебачення, поширили серед людей усього цивілізованого світу інформацію та приклади про можливості інтер'єру в −70 роки двадцятого сторіччя. У США та Європі це сприяло розвитку інтер'єрної сфери та відокремило професію дизайнера інтер'єрів від інших спеціальностей, що раніше враховували інтер'єр лише як допоміжний елемент облаштування оселі. Через те, що Україна була відокремлена від набутків інших держав політикою Радянського Союзу, лише починаючи із «нульових» років[1] , інтер'єр став обов'язковою складовою комфортного життя та сервісу.

Відтак інтер'єр вважається декоративно-ужитковим видом мистецтва.

## Митці, які суттєво вплинули на розвиток інтер'єру
Можна досить умовно назвати діячів, які внесли істотний вклад у розвиток інтер'єру як професії та побутової сфери. Значення їхньої праці відображене у типових для певних місцевостей та всесвітньо уживаних принципах облаштування приміщення.
- Жермен Бофран (1667–1754) — французький архітектор і декоратор, що запровадив стиль рококо в

інтер'єрі.
- Антоніо Рінальді (бл. 1710–1794)— італійський архітектор і декоратор, представник стилю рококо.
- Джакомо Кваренгі (1744–1817) — італійський архітектор і декоратор, представник стилю зрілого класицизму.
- Доменіко Жилярді (1785–1845) — італійський архітектор і декоратор, один з найкращих майстрів інтер'єру доби ампір.
- Шехтель Федір Осипович (1859–1926) — російський архітектор і декоратор доби сецесії.
- Чарльз Ренні Макінтош (1868–1928 р.р.) — шотландський архітектор, художник засновник принципів модерну.
- Ле Корбюзьє (1868–1928 р.р.) — відомий французький архітектор і теоретик архітектури (1887–1965 р.р.). Вагома постать у формуванні таких стилів як: пуризм, інтернаціональний стиль, новий пластицизм.
- Дороті Мєй Кіннікатт[2] — засновниця «лоскутного стилю», яку запросило подружжя Кеннеді для створення інтер'єру Білого Дому. Її принципи базувалися на щедрій кольористиці.
- Френк Ллойд Райт (1867–1959 р.р.) — американський архітектор-новатор. Створив інтелектуальну систему освітлення.

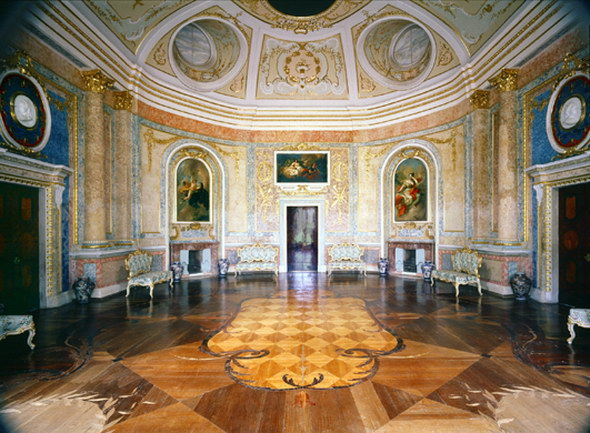
Антоніо Рінальді. Китайський палац (Оранієнбаум), Велика зала.
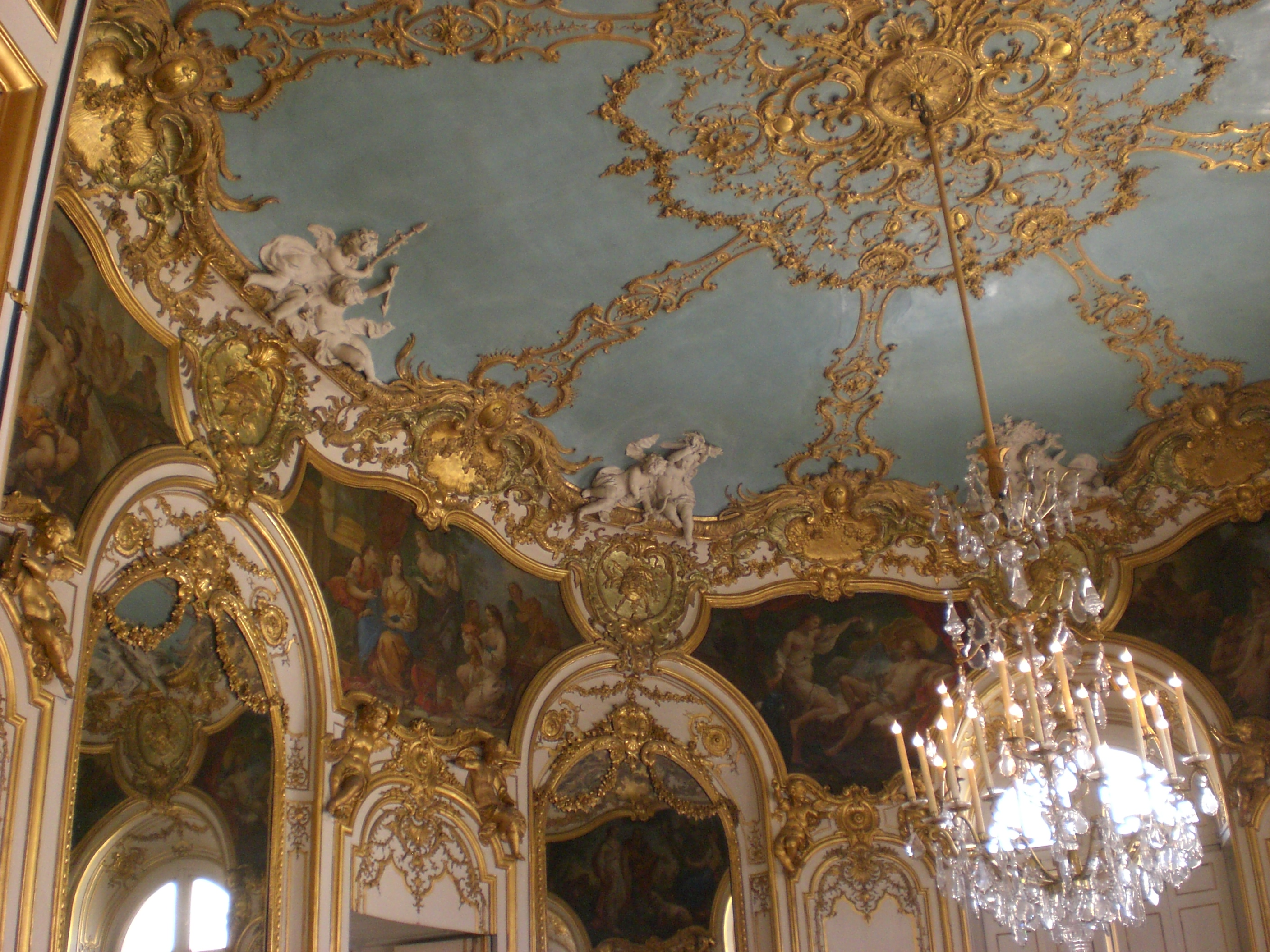
Жермен Бофран, 1737 р., інтер'єр готелю Субіз в Парижі - зразок стилю рококо
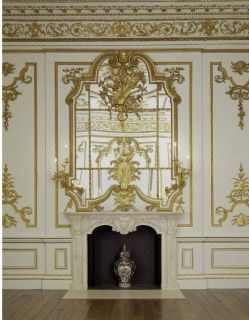
Норфолк Хаус, музичний салон,до  1756 р., Музей Вікторії й Альберта, Лондон
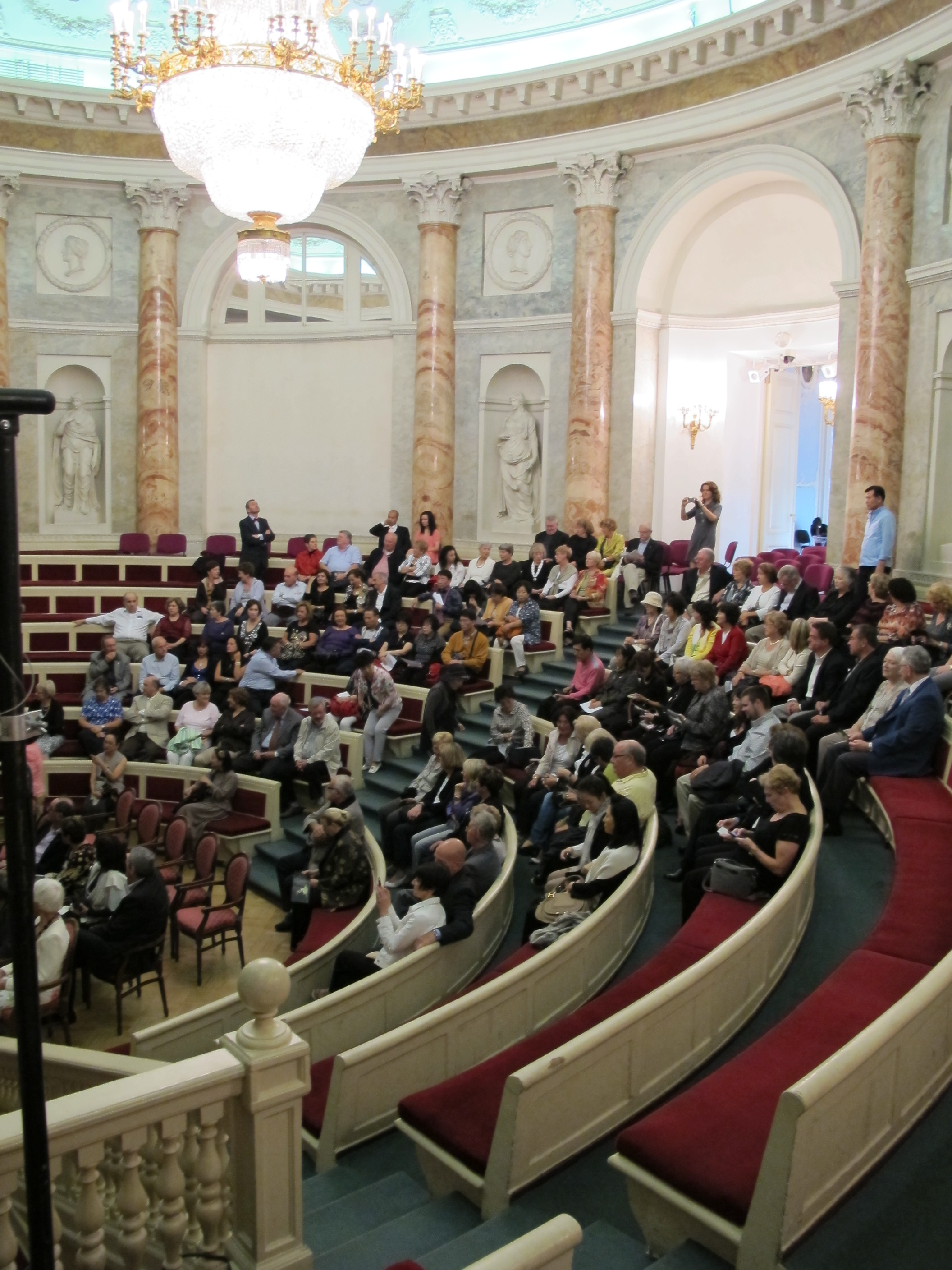
Джакомо Кваренгі. Ермітажний театр, до 1787 р., глядацька зала.
Доменіко Жилярді. Московський університет, Актова зала старого корпусу. (1817 р. ?)
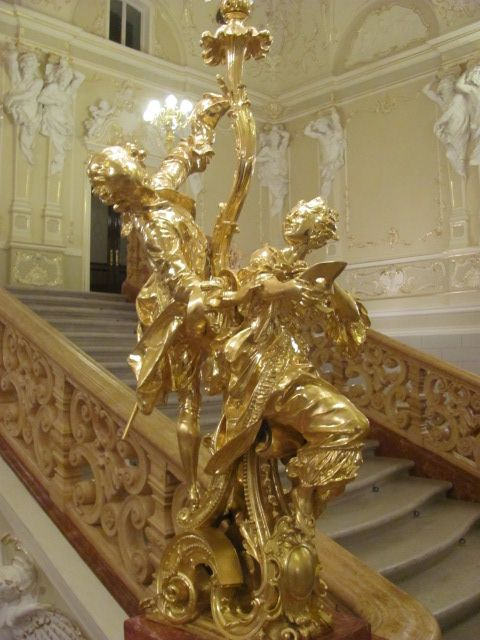
Одеса, оперний театр, неорококо. 19 ст.
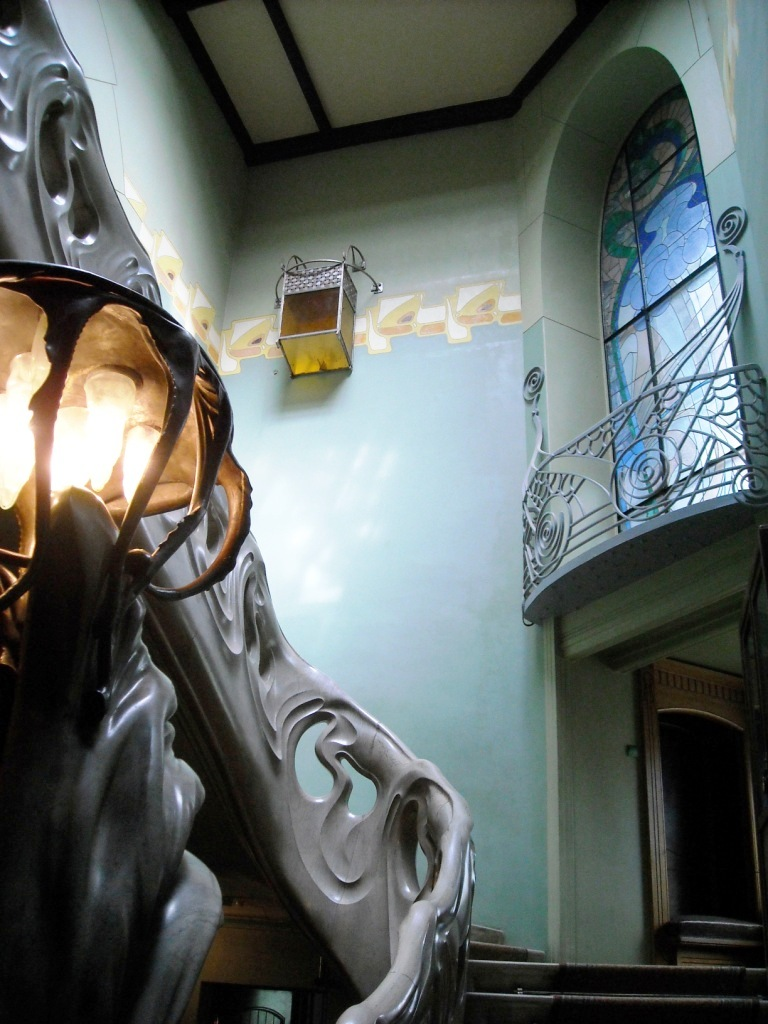
Шехтель Федір Осипович. Москва. Особняк Рябушинського, сходи на другий поверх.
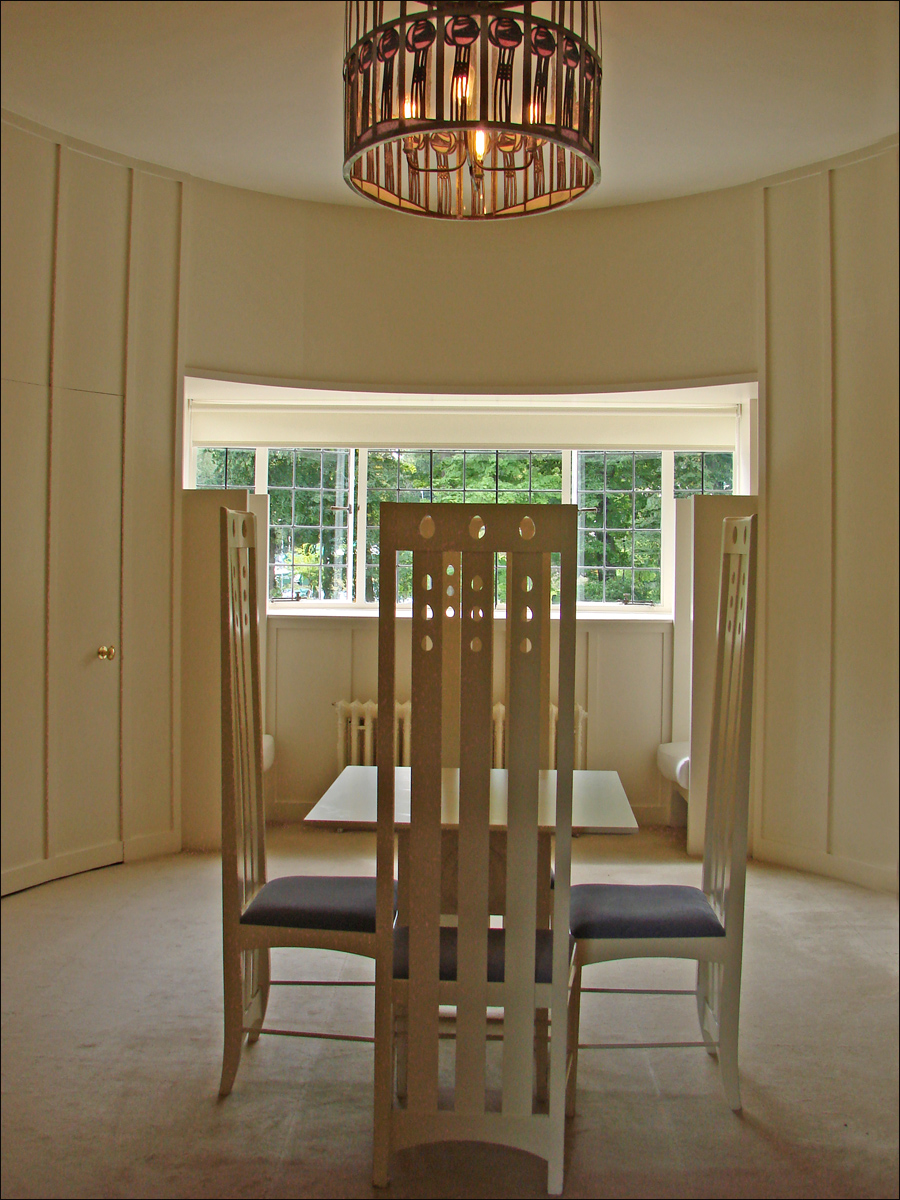
Чарльз Ренні Макінтош. Овальна зала Будинку прихильників мистецтв, Глазго
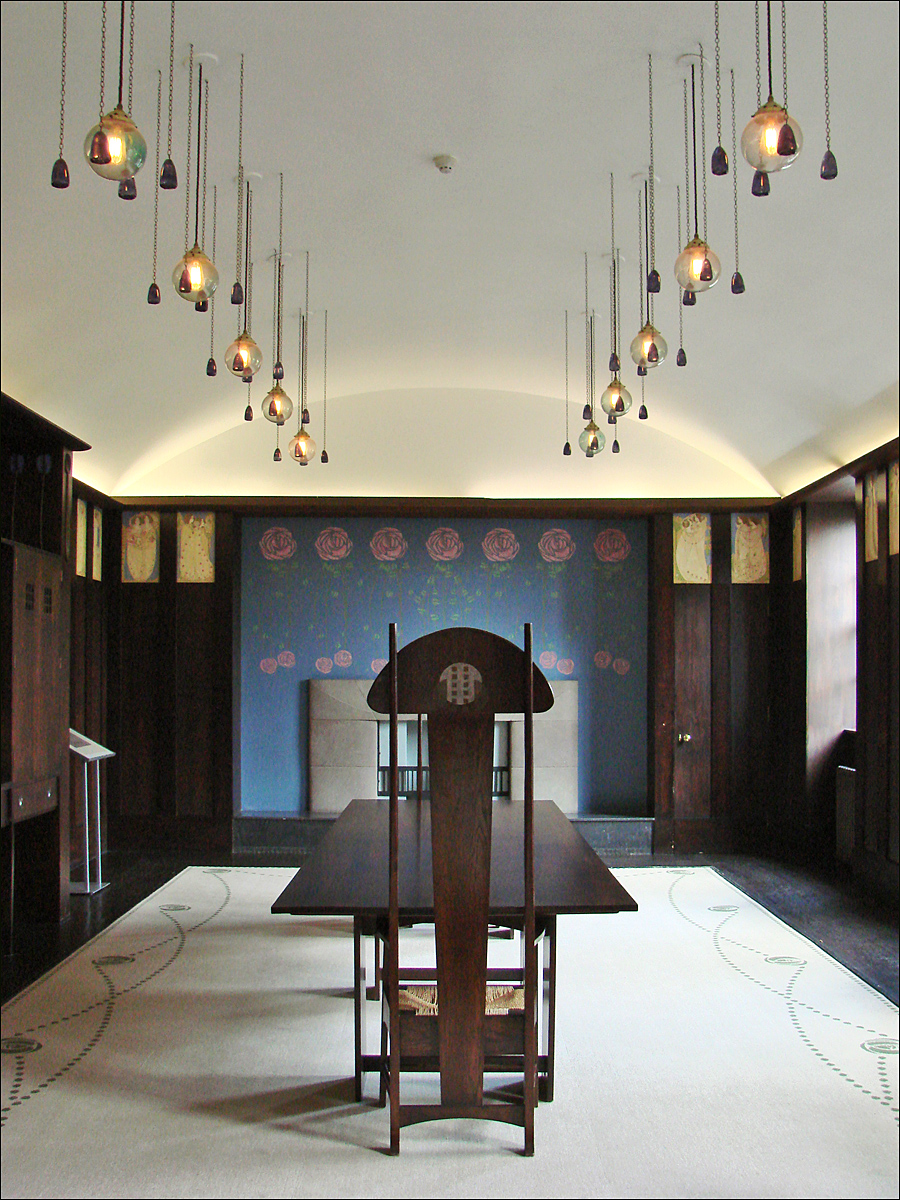
Чарльз Ренні Макінтош. Їдальня,інтер'єр.  Будинок прихильників мистецтв, Глазго.
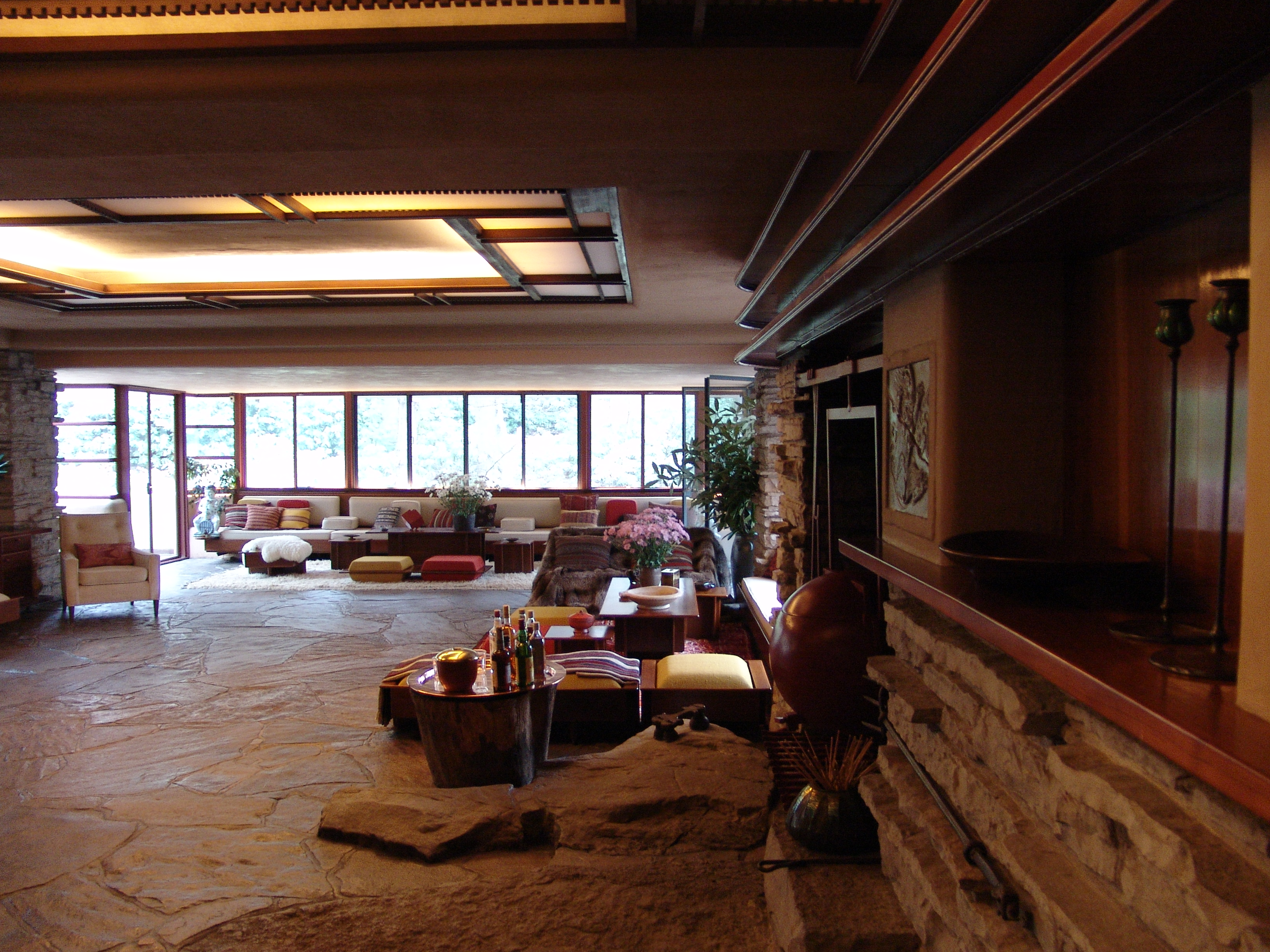
Арх. Френк Ллойд Райт, США. Будинок над водоспадом, зала.

На розвиток інтер'єрної галузі, як і на будь-яку іншу, впливали історичні, економічні фактори, менталітет населення, культурні течії та окремі постаті. В Україні, на сьогоднішній день, найбільший вплив на дизайн інтер'єрів справляють студії «повного циклу». Такі салони постачають дизайнерські комплектуючі, інтер'єрний текстиль та меблі в Україну і, часто, самі розробляють дизайн приміщення. Суть у тому, що колектив студій — це дизайнери та архітектори із вищою освітою, які цілеспрямовано шукають та представляють на виставках оригінальні, інноваційні, з технічної точки зору, предмети. Українські студії інтер'єру самі виступають каталізаторами у процесі інтеграції європейської та американської культур інтер'єрів у оселі та бізнес-заклади українців.

## Головні вимоги до сучасного інтер'єру
| №  | Вимоги                   | Значення для мешканців та відвідувачів                                                                          |
| -- | ------------------------ | --- |
| 1. | Практичність (зручність) | Приміщення має відповідати своєму призначенню (ресторан, домашня оселя, лікарня, тощо)                          |
| 2. | Допоміжні функції        | Сучасні комплектуючі та предмети інтер'єру здатні полегшувати ведення побуту та робочих процесів                |
| 3. | Естетизм                 | Художній стиль та загальна естетична привабливість приміщення                                                   |
| 4. | Сприятливість здоров'ю   | Умови, які сприяють хорошому самопочуттю: повноцінне денне освітлення, вологість, захищеність від вітру, холоду |
| 5. | Безпека                  | Захищеність від несприятливих погодних умов та критичних обставин (катастрофи, дії злодіїв)                     |
| 6. | Сприяння відпочинку      | Інтерактивні пристрої та предмети, що сприяють активному та пасивному відпочинку людини                         |
| 7. | Характер та стиль        | Для комфорту дуже важливо, щоб оточення відповідало характеру та способу життя людей, які в ній знаходяться     |